# 哈定 (明尼蘇達州)
哈定（英語：Harding）是一個位於美國明尼蘇達州莫里森縣的城市。

## 人口
根據2020年美國人口普查的數據，哈定的面積為8.03平方千米，皆為陸地。當地共有人口123人，而人口密度為每平方千米15人。